# Yusuf Gatewood
Yusuf Gatewood, nom de scène de Joseph Keith Gatewood, né le 12 septembre 1982 à Hillsborough (Caroline du Nord), est un acteur américain. Il est connu pour ses rôles dans le film L'Interprète et la série télévisée The Originals.

## Biographie
Yusuf Keith Gatewood est un acteur qui vit fréquemment à Los Angeles, Californie. Il est connu pour avoir joué Doug en 2005 dans le film L'Interprète et Clarence Greene en 2014.
Il a aussi joué Gary Howardwick dans la série télévisée Les Experts : Miami, un DJ dans Les Experts, Detective Lewis dans la série New York, section criminelle et Toby dans série Le Justicier de l'ombre. Il a rejoint en 2014 le casting de la série The Originals dans laquelle il interprète les personnages de Finn Mikaelson et Vincent Griffith.

## Filmographie

### Cinéma
- 2005 : L'Interprète : Doug
- 2008 : Mask of the Ninja : Ed
- 2014 : House at the End of the Drive : Clarence Greene

### Télévision
- 2003 : Le Justicier de l'ombre : Truby
- 2003 : New York, section criminelle : Detective Lewis
- 2006 : Les Experts : DJ
- 2007 : Les Experts : Miami : Gary Howardwick
- 2008 : Retour à Lincoln Heights
- 2014-2018 : The Originals : Vincent Griffith / Finn Mikaelson (rôle principal saisons 2 à 5)
- 2019 : Good Omens : Famine, l'un des quatre cavaliers de l'Apocalypse
- 2020 : Umbrella Academy : Raymond Chesnut, l'époux d'Allison Hargreeves (saison 2)